# Актюбінська область
Актю́бінська область — область у складі Казахстану. Утворена 10 березня 1932 року.

## Адміністративний поділ
| №  | Район, міська адміністрація | Площа, км² | Населення, осіб (1989) | Населення, осіб (1999) | Населення, осіб (2009) | Населення, осіб (2021) | Центр               | К-ть АО | К-ть НП |
| -- | --------------------------- | ---------- | ---------------------- | ---------------------- | ---------------------- | ---------------------- | ------------------- | ------- | ------- |
| 1  | Айтекебійський район        | 36388,68   | 39549                  | 34628                  | 25723                  | 20884                  | Темірбека Жургенева | 15      | 27      |
| 2  | Алгинський район            | 7506,72    | 39596                  | 37004                  | 38578                  | 42773                  | Алга                | 13      | 30      |
| 3  | Байганінський район         | 63660,34   | 27331                  | 24652                  | 22073                  | 22622                  | Карауилкелди        | 9       | 24      |
| 4  | Іргізький район             | 39604,43   | 16640                  | 15610                  | 14416                  | 13914                  | Іргіз               | 7       | 18      |
| 5  | Каргалинський район         | 4998,46    | 24152                  | 19172                  | 16781                  | 15285                  | Бадамша             | 8       | 15      |
| 6  | Мартуцький район            | 6605,32    | 35006                  | 31084                  | 29843                  | 29335                  | Мартук              | 13      | 32      |
| 7  | Мугалжарський район         | 25466,55   | 71214                  | 63812                  | 62115                  | 64991                  | Кандиагаш           | 15      | 37      |
| 8  | Темірський район            | 11665,02   | 37758                  | 35946                  | 34425                  | 35547                  | Шубаркудук          | 10      | 24      |
| 9  | Уїльський район             | 10352,74   | 21635                  | 20865                  | 18619                  | 16058                  | Уїл                 | 7       | 22      |
| 10 | Хобдинський район           | 14029,80   | 36947                  | 27636                  | 19591                  | 16006                  | Кобда               | 16      | 31      |
| 11 | Хромтауський район          | 12948,19   | 50844                  | 43814                  | 39748                  | 45828                  | Хромтау             | 15      | 28      |
| 12 | Шалкарський район           | 59407,02   | 54788                  | 46697                  | 44187                  | 42484                  | Шалкар              | 13      | 30      |
| 13 | Актобинська м.а.            | 2337,58    | 279920                 | 281638                 | 391669                 | 540493                 | Актобе              | -       | 1       |

## Найбільші населені пункти
Населені пункти з чисельністю населення понад 10000 осіб:
| № | Населений пункт | Населення, осіб (1989) | Населення, осіб (1999) | Населення, осіб (2009) | Населення, осіб (2021) |
| - | --------------- | ---------------------- | ---------------------- | ---------------------- | ---------------------- |
| 1 | Актобе          | 253 532                | 253 088                | 345 687                | 540 493                |
| 2 | Кандиагаш       | 26 691                 | 25 553                 | 29 169                 | 34 898                 |
| 3 | Хромтау         | 24 438                 | 21 740                 | 24 089                 | 29 579                 |
| 4 | Шалкар          | 28 899                 | 26 329                 | 26 574                 | 27 833                 |
| 5 | Алга            | 17 910                 | 15 372                 | 19 705                 | 22 446                 |
| 6 | Шубаркудук      | 12 217                 | 10 722                 | 11 199                 | 14 125                 |
| 7 | Емба            | 16 035                 | 12 345                 | 11 212                 | 12 783                 |
| 8 | Карауилкелди    | 7 512                  | 8 212                  | 7 862                  | 10 887                 |
| 9 | Мартук          | 8 824                  | 8 117                  | 9 795                  | 10 679                 |

## Населення
Населення — 906220 осіб (2021; 757768 у 2009, 682558 у 1999, 735380 у 1989).
Населення Актюбінської області — поліетнічне.
| Роки      | 2003     | 2004     | 2005     | 2006     | 2007     | 2008     |
| --------- | -------- | -------- | -------- | -------- | -------- | -------- |
| Населення | 668 378  | ▲671 812 | ▲678 607 | ▲686 698 | ▲695 454 | ▲703 660 |
|           |          |          |          |          |          |          |
| Роки      | 2009     | 2010     | 2011     | 2012     | 2013     | 2014     |
| Населення | ▲756 782 | ▲763 589 | ▲777 471 | ▲786 349 | ▲796 130 | ▲808 878 |

Національний склад населення станом на 2016 рік:
- казахи — 681871 особа (81,68 %)
- росіяни — 100934 особи (12,09 %)
- українці — 22906 осіб
- татари — 9394 особи
- німці — 5703 особи
- корейці — 1466 осіб
- молдовани — 1427 осіб
- чеченці — 1304 особи
- узбеки — 1301 особа
- білоруси — 1218 осіб
- азербайджанці — 1188 осіб
- башкири — 787 осіб
- болгари — 704 особи
- вірмени — 520 осіб
- чуваші — 253 особи
- марійці — 251 особа
- мордва — 195 осіб
- інші — 3386 осіб

## Географія
Актюбінська область розташована між Прикаспійською низовиною на заході, плато Устюрт — на півдні, Туранською низовиною — на південному сході і південними відрогами Уралу — на півночі. Велика частина області — рівнина (висота 100—200 м), розчленована долинами річок; у середній частині тягнуться гори Мугоджари (вища точка гора Великий Бактибай, 657 м). Західна частина Актюбінської області зайнята Підуральським плато, перехідним на південному заході в Прикаспійську низовину; на південному сході — масиви горбистих пісків — Приаральські Каракуми і Борсуки Великі та Малі. На північному сході в Актюбінській області заходить Тургайське плато, порізане ярами.
Клімат — різко континентальний, посушливий з спекотним і сухим літом і холодною зимою. Влітку часті суховії і запорошені бурі, взимку — завірюхи. Середня температура липня на північному заході 22,5 °C, на південному сході 25 °C, січня відповідно −16 °C і −15,5 °C. Кількість опадів на північному заході близько 300, в центрі і на півдні — 125—200 мм на рік. Вегетаційний період від 175 днів на північному заході до 190 днів на південному сході.
Усі річки Актюбінської області належать до басейнів Каспійського моря і невеликих озер. Найбільші річки — Емба, притоки Уралу — Ор, Ілек, а також Іргиз, Уїл, Тургай та Сагиз. Багато річок маловодні, влітку пересихають або розпадаються на плеса. Багато озер (більше 150), головним чином дрібних солоних; деякі з них, пересихаючи, утворюють солончаки (наприклад, Шалкартеніз, що заповнюється водою тільки навесні). Маловодні річки і солоні озера майже не придатні для господарських цілей. У зв'язку з цим широко використовуються прісні підземні води.
Північно-західна частина області зайнята ковилово-різнотравним і полиново-злаковим степом на чорноземних і червоно-коричневих ґрунтах з плямами солонців; по долинах річок — лугова рослинність, гаї з тополі, осики, берези, чагарники. Середня і північно-східна частини зайняті злаковий-полиновим сухим степом на світло-каштанових і сіроземних ґрунтах. На півдні розташовані полинно-солянкові напівпустелі і пустелі (Барсуки) на бурих солонцюватих ґрунтах з масивами пісків і солончаків.
Багато гризунів (строкатка степова, ховрахи, тушканчики), хижих (вовк, корсак); збереглися антилопи сайга і джейран.

## Економіка
Великі запаси корисних копалин, представлені крупними родовищами хромітів, мідь, нікель-кобальтових руд, титану, золота, а також фосфоритів, нафти і природного газу. На їх базі виникли багато галузей промисловості: гірничодобувна, хімічна, виробництво феросплавів тощо. Велика частина гірничодобувних підприємств зосереджена в районі Мугалжар (хромітові і нікелеві копальні поблизу міста Хромтау і селища Батамшинський) і в центральній і південній частинах області (видобування нафти і газу). Більшість підприємств оброблювальної промисловості знаходяться в м. Актобе (заводи: феросплавів, хромових з'єднань, рентгеноапаратури, машинобудування, механічний, авторемонтний і підприємства легкої і харчової промисловості) і поблизу нього (хімічний комбінат в місті Алга).

### Транспорт
Дороги обласного значення:
| Індекс | Назва                                       | Довжина, км |
| ------ | ------------------------------------------- | ----------- |
| KD-1   | Актобе — Родниковка — Мартук                | 88          |
| KD-2   | Донське — Бадамша — «Актобе-Орськ»          | 68          |
| KD-3   | Шубаркудук — Уїл — Кобда — Соль-Ілецьк      | 373         |
| KD-4   | Покровка — Темір — Кенкіяк — Емба           | 179         |
| KD-5   | Актобе — Болгарка — Шубаркудук              | 174,5       |
| KD-6   | Кобда — Мартук                              | 82,6        |
| KD-7   | «Актобе-Орськ» — Петропавловка — Хазретовка | 36          |
| KD-8   | Шалкар — Бозой — кордон з Узбекистаном      | 242         |
| KD-9   | південна об'їздна навколо Актобе            | 13,8        |